# أنطونيو فاليرو دي بيرنابيه
أنطونيو فاليرو دي بيرنابيه (بالإسبانية: Antonio Valero de Bernabé)‏ هو عسكري مكسيكي، ولد في 26 أكتوبر 1790 في Fajardo, Puerto Rico ‏ في الولايات المتحدة، وتوفي في 7 يونيو 1863 في بوغوتا في كولومبيا.